# Квант магнітного потоку
Ква́нт магні́тного пото́ку одинична порція магнітного потоку, яка може існувати всередині надпровідникового зразка з тороїдальною топологією.
| CODATA значення | CODATA значення        | Одиниці |
| --------------- | ---------------------- | ------- |
| Φ0              | 2.067833 848 … × 10−15 | Вб      |
| KJ              | 483597,8484… × 109     | Гц/В    |
| KJ-90           | 483597,9 × 109         | Гц/В    |

Квант магнітного потоку дорівнює
{\displaystyle \Phi _{0}={\frac {\pi \hbar c}{|e|}}=2.067833636\cdot 10^{-7}} Гс·см2  (СГС)     та     {\displaystyle \Phi _{0}={\frac {\hbar \pi }{|e|}}=2.067833636\cdot 10^{-15}} В·с (СІ).
де {\displaystyle \hbar } — приведена стала Планка, c — швидкість світла, e — елементарний заряд. Величина, обернена до кванту магнітного потоку називається сталою Джозефсона
{\displaystyle K_{J}=1/\Phi _{0}=483597.9\times 10^{9}} Гц·В-1 (СІ).
Явище квантування магнітного потоку в надпровідниках було теоретично передбачене Фріцом Лондоном в 1948 році й зафіксовано експериментально в 1961 році американськими  та німецькими  дослідниками.

## Фізична природа
Електричний струм в надпровідному колі протікає без втрат і не загасає. Проте квантова природа надпровідного стану вимагає, щоб при обході кола хвильова функція надпровідника змінювала свою фазу на число кратне {\displaystyle 2\pi }. Ця вимога призводить до квантування струму в колі. Квантується також і магнітне поле, яке створене цим струмом. Якщо дискретні значення струму залежать від довжини кола, то  магнітний потік завжди пропорційний певній сталій, яка отримала назву кванту магнітного потоку.
{\displaystyle \Phi =n\Phi _{0}\,},
де n — певне квантове число, яке може мати лише цілі значення.
Квантовані значення струму:
{\displaystyle J={\frac {\pi \hbar c^{2}}{|e|L}}n}  (СГС)     та     {\displaystyle J={\frac {\pi \hbar }{|e|L}}n}   (СІ)
де L — індуктивність зразку.

## Математичний опис

Густина надпровідного струму у випадку надпровідника у магнітному полі може бути подана у вигляді (розгляд задачі проводиться в системі СІ) узагальненого другого рівняння Лондонів:
{\displaystyle \mathbf {j} ={\frac {e\hbar }{m}}\left(\nabla \theta -{\frac {2e}{\hbar }}\mathbf {A} \right)\rho ~,}
де {\displaystyle \mathbf {A} }- векторний потенціал магнітного поля, {\displaystyle \theta \ }- фаза хвильової функції, m - маса електрона, а {\displaystyle \rho =|\Psi (\mathbf {r} )|^{2}\ }- густина носіїв надпровідного струму.
Нехай надпровідник з отвором знаходиться при температурі вищій за критичну, тобто він знаходиться в нормальному а не в надпровідному стані. Якщо до нього прикласти зовнішнє магнітне поле перпендикулярно до площини отовору, а потім знизити температуру нижче критичної, то магнітне поле виштовхнеться із тіла надпровідника й лише в отоворі залишиться деякий потік магнітного поля. 
Якщо проінтегрувати рівняння для надпровідного струму вздовж деякого замкненого контуру {\displaystyle \Gamma }, що охоплює отвір, але проходить достатньо далеко від краю отвору (на відстані, що значно перевищує лондонівську глибину проникнення), то, маючи на увазі, що {\displaystyle \mathbf {j} =0} в силу віддаленості від країв надпровідника, отримуємо наступне співвідношення:
{\displaystyle \oint _{\Gamma }\mathbf {\nabla } \theta \,d\mathbf {l} ={\frac {2e}{\hbar }}\oint _{\Gamma }\mathbf {A} \,d\mathbf {l} }.
Оскільки {\displaystyle \oint _{\Gamma }\mathbf {A} \,d\mathbf {l} =\Phi } є за визначенням магнітним потоком через площу, яку охоплює контур {\displaystyle \Gamma }, отримуємо 
{\displaystyle \Phi ={\frac {\Phi _{0}}{2\pi }}\oint _{\Gamma }\nabla \theta \,d\mathbf {l} =n\Phi _{0}~.}
де {\displaystyle n=0,1,2,3,...}- число квантів магнітного потоку. З вищенаведеного випливає, що функція {\displaystyle \theta (\mathbf {r} )} є багатозначною, оскільки вона змінюється на певну величину після кожного обходу по контуру {\displaystyle \Gamma }. З іншого боку хвильова функція надпровідного конденсату {\displaystyle \Psi (\mathbf {r} )={\sqrt {\rho }}e^{i\theta (\mathbf {r} )}} є однозначною функцією. Якщо ж при обході контуру та поверненні у вихідну точку фаза {\displaystyle \theta (\mathbf {r} )} може змінитися на величину, кратну числу {\displaystyle 2\pi }, то хвильова функція загалом залишиться незмінною, оскільки {\displaystyle e^{2i\pi n}=1}.
Переписавши вираз для надпровідного стуму та проінтегрувавши його по контуру можна ввести величину
{\displaystyle \Phi '\equiv {\frac {\hbar }{2e}}\oint _{\Gamma }\mathbf {\nabla } \theta \,d\mathbf {l} =\Phi +{\frac {m}{2e^{2}}}\oint _{\Gamma }{\frac {\mathbf {j} d\mathbf {l} }{|\Psi (\mathbf {r} )|^{2}}}~,}
яку Фріц Лондон назвав флюксоїдом. Для розглянутого вище випадку надпровідникового зразку з тороїдальною геомерією флюксоїд збігається з потоком магнітного поля через поверхню внаслідок занулення струму {\displaystyle \mathbf {j} } в другому доданку. Якщо цей струм не можна вважати рівним нулеві, зокрема в надпровідниках II-ого роду, то слід враховувати обидва доданки.

## Вимірювання для ефекту Джозефсона
Ефект квантування магнітного потоку є основою функціонування СКВІДів (надпровідних квантових інтерферометрів) - приладів, за допомогою яких вимірюють магнітні поля, зокрема надзвичайно слабкі.
При нестаціонарному ефекті Джозефсона наявність напруги на переході {\displaystyle V_{0}} приводить до випромінювання з кутовою частотою:
{\displaystyle \omega _{0}={\frac {e}{\hbar }}V_{0}}.
Якщо на перехід подати змінний сигнал, то  на вольт-амперній характеристиці можна виявити східці. Іншими словами, частота випромінювання {\displaystyle \omega _{0}} повиння бути кратною до частоти зовнішнього змінного сигналу {\displaystyle \omega }, тобто:
{\displaystyle \omega _{0}=n\omega \ }
{\displaystyle n=1,2,...\ }
Таким чином, значення напруг, при яких з'являються східці, рівні:
{\displaystyle V_{0n}=n{\frac {\hbar }{e}}\omega }
{\displaystyle n=1,2,...\ }.
Точки, поставлені після {\displaystyle n=1,2}, слід сприймати цілком серйозно, оскільки {\displaystyle n} може досягати досить великих значень - понад сотню.
Точність вимірювання повністю визначається точністю задання напруги {\displaystyle V_{0}}, оскільки точність вимірювання частот на сьогоднішній день є надзвичайно висока.
Магнітне поле може проникати в довгий контакт Джозефсона також у вигляді квантів {\displaystyle \Phi _{0}}. Результатом такого проникнення є утворення так званих джозефсонівських вихорів або флуксонів, що є солітонами.